# Løgtingswahl 1945
- Sozialdemokraten: 6
- Unionisten: 6
- Volkspartei: 11

Die Løgtingswahl 1945 auf den Färöern fand am 6. November 1945 statt.
Es war die erste Wahl nach dem Ende des Krieges und die vorletzte Løgtingswahl vor der Erlangung der inneren Selbstverwaltung (heimastýri) im März 1948.

## Vorgeschichte
Nach dem Ende des Zweiten Weltkrieges im Mai 1945 und der Wiederaufnahme der Verbindung zwischen Dänemark und den Färöern war beiden Seiten klar, dass man nicht einfach wieder zu den Vorkriegsverhältnissen eines dänischen Amtes zurückkehren konnte. Es musste eine neue Verfassungsstruktur für die Färöer geschaffen werden, die den fünf Jahren Selbstverwaltung Rechnung trug, darüber waren sich alle Beteiligten einig. Nur wie diese neue Struktur aussehen sollte, darüber gab es sehr unterschiedliche Vorstellungen. Der Fólkaflokkurin, der sich noch vor dem Krieg im Jahr 1939 neu gebildet hatte und für die Loslösung von Dänemark eintrat, hatte einen kometenhaften Aufstieg bei den Wahlen von 1940 und 1943 während der britischen Besetzung erlebt und forderte als größte Partei im Parlament nun Neuwahlen. Die letzte Wahl war zwar erst 1943 gewesen, jedoch war die Situation nach dem Ende des Krieges eine völlig andere, zumal ja die Färinger, die während des Krieges in Dänemark festsaßen, an der letzten Wahl gar nicht teilgenommen hatten. Es wurden deshalb Neuwahlen für den 6. November 1945 angesetzt.

## Die Wahl
Die Wahl fand am 6. November 1945 statt, doch das Wahlergebnis brachte im Endeffekt keine großen Veränderungen. Der Fólkaflokkurin verlor zwar einen Sitz und der Sambandsflokkurin sogar zwei; da aber der Javnaðarflokkurin einen Sitz hinzugewonnen hatte, waren deshalb Sambandsflokkurin und Javnaðarflokkurin zusammengenommen weiterhin mit einem Sitz in der Mehrheit. Die Kräfteverteilung im Parlament hinsichtlich des Verhältnisses zu Dänemark war mehr oder weniger die gleiche wie vor der Wahl. Die Loslösungspartei war nahezu gleich stark wie der nach Dänemark orientierte Abgeordnetenblock. Der Sjálvstýrisflokkurin war wiederum nicht in der Lage die von der Wahlgesetzänderung geforderten Bedingungen zu erfüllen und bekam deshalb erneut keinen Sitz im Parlament.
Anfang 1946 fuhr schließlich ein Ausschuss des neugewählten Løgtings nach Kopenhagen, um dort mit der dänischen Regierung über den zukünftigen Status der Färöer zu verhandeln.

## Ergebnisse der Løgtingswahl vom 6. November 1945
Mit dieser Wahl wurde die Gesamtzahl der Abgeordnetensitze im Løgting von 25 auf 23 herabgesetzt. An der Wahl hatten sich vier Parteien beteiligt, von denen einer Partei der Einzug ins Parlament nicht gelang.
| Partei                   | Stimmen | Prozent | Sitze |  |
| ------------------------ | ------- | ------- | ----- |  |
| A – Fólkaflokkurin       | 5.725   | 43,4    | 11    |  |
| B – Sambandsflokkurin    | 3.214   | 24,4    | 6     |  |
| C – Javnaðarflokkurin    | 3.005   | 22,8    | 6     |  |
| D – Sjálvstýrisflokkurin | 1.239   | 9,4     | 0     |  |
| Gesamt                   | 13.183  | 100     | 23    |  |